# 本城 (北九州市)
本城（ほんじょう）は福岡県北九州市八幡西区の地名。本城一丁目から五丁目の町がある。住居表示実施済み。郵便番号は807-0801。

## 地理
八幡西区の北部に位置し、南に洞北町，本城東、西に力丸町、北西に大字本城、北に御開と接し、江川を挟んで東に若松区と接する。

### 河川
- 一級河川 江川
- 二級河川 金手川

## 地域の特徴
起伏の少ない平坦な地形で、東部は工業地域、西部は住宅地である。町域の中央を国道199号が縦断し、西部北縁から進入した国道199号（本城バイパス）が南西に抜ける。北端で国道199号（本城バイパス）と交差して南に走る県道278号払川折尾線は、南西端で再び国道199号（本城バイパス）に接続して終端する。南端にある国道199号の本城（古開）交差点からは県道279号本城熊手線が南東方向に延びる。また東部北縁の外側に沿って走るJR九州筑豊本線が町域の中央を通るように南西方向に抜けて行く。一丁目に北九州市立本城小学校，本城西幼稚園，北九州市立本城市民センター，浄土真宗本願寺派浄円寺、二丁目に八剱神社、三丁目に折尾中央団地郵便局，折尾病院、県住宅供給公社本城中央団地、五丁目に北九州市立西部斎場，MrMax本城店，デンソー九州本社・北九州工場などがある。

## 歴史
かつてこの辺りには大字本城の字、古開，猪戸，松ヶ鼻，小原，只松などがあった。古開は交差点やバス停の名前として、猪戸，松ヶ鼻は公園の名前として残っている。市街地は昭和50年代後半の土地区画整理事業で形成された。八剱神社は源範頼が平家追討の命を受けた際に、熱田八剱神を勧請し武運長久を祈願したという。1558年（元禄元年）に火災で焼失し、その後再建された。

### 沿革
- 1985年（昭和60年）6月1日 - 本城一丁目 - 三丁目新設[6][7]。
- 1996年（平成8年）6月1日 - 本城四丁目 - 五丁目新設、本城三丁目に街区追加[8][9]。

### 町名の変遷
| 実施内容          | 実施年月日               | 実施後     | 実施前                   |
| ----------------- | ------------------------ | ---------- | ------------------------ |
| 町名新設 住居表示 | 1985年（昭和60年）6月1日 | 本城一丁目 | 大字本城の一部           |
| 町名新設 住居表示 | 1985年（昭和60年）6月1日 | 本城二丁目 | 大字本城の一部           |
| 町名新設 住居表示 | 1985年（昭和60年）6月1日 | 本城三丁目 | 大字本城の一部           |
| 町名新設 住居表示 | 1996年（平成8年）6月1日  | 本城四丁目 | 大字本城の一部           |
| 町名新設 住居表示 | 1996年（平成8年）6月1日  | 本城五丁目 | 大字本城，洞北町の各一部 |

## 世帯数と人口
2025年（令和7年）3月31日現在（北九州市発表）の世帯数と人口は以下の通りである。
| 町         | 世帯数    | 人口    |
| ---------- | --------- | ------- |
| 本城一丁目 | 408世帯   | 765人   |
| 本城二丁目 | 218世帯   | 402人   |
| 本城三丁目 | 770世帯   | 1,337人 |
| 本城四丁目 | 199世帯   | 388人   |
| 本城五丁目 | 105世帯   | 244人   |
| 計         | 1,700世帯 | 3,136人 |

### 人口の変遷
国勢調査による人口の推移。
| 1995年（平成7年）  | 2,775人 | [ 10 ] |  |
| 2000年（平成12年） | 4,169人 | [ 11 ] |  |
| 2005年（平成17年） | 3,951人 | [ 12 ] |  |
| 2010年（平成22年） | 3,530人 | [ 13 ] |  |
| 2015年（平成27年） | 3,381人 | [ 14 ] |  |
| 2020年（令和2年）  | 3,426人 | [ 15 ] |  |

### 世帯数の変遷
国勢調査による世帯数の推移。
| 1995年（平成7年）  | 936世帯   | [ 10 ] |  |
| 2000年（平成12年） | 1,458世帯 | [ 11 ] |  |
| 2005年（平成17年） | 1,415世帯 | [ 12 ] |  |
| 2010年（平成22年） | 1,393世帯 | [ 13 ] |  |
| 2015年（平成27年） | 1,367世帯 | [ 14 ] |  |
| 2020年（令和2年）  | 1,567世帯 | [ 15 ] |  |

## 学区
市立小・中学校に通う場合、学区は以下の通りとなる。
| 町         | 街区 | 小学校               | 中学校               |
| ---------- | ---- | -------------------- | -------------------- |
| 本城一丁目 | 全域 | 北九州市立本城小学校 | 北九州市立本城中学校 |
| 本城二丁目 | 全域 | 北九州市立本城小学校 | 北九州市立本城中学校 |
| 本城三丁目 | 全域 | 北九州市立本城小学校 | 北九州市立本城中学校 |
| 本城四丁目 | 全域 | 北九州市立本城小学校 | 北九州市立本城中学校 |
| 本城五丁目 | 全域 | 北九州市立本城小学校 | 北九州市立本城中学校 |

## 交通

### バス
域内のバス停と系統は以下のとおりである。
| 運行事業者 | 運行事業者   | 北九州市交通局 | 北九州市交通局 | 北九州市交通局 | 北九州市交通局 | 北九州市交通局 |
| 系統       | 系統         | 36             | 51             | 54             | 55             | 57             |
| 停留所     | 本城中央団地 |                |                |                |                | ○              |
| 停留所     | 本城小学校前 | ○              |                |                |                |                |
| 停留所     | 本城三丁目   | ○              |                |                |                |                |
| 停留所     | 十字路       |                | ○              | ○              | ○              |                |

### 道路
- 国道199号
- 国道199号（本城バイパス）
- 県道278号払川折尾線
- 県道279号本城熊手線

## 施設

### 公共施設
- 北九州市立本城市民センター
- 北九州市立西部斎場

### 医療施設
- 折尾病院

### 教育施設
- 北九州市立本城小学校
- 本城西幼稚園

### 金融機関
- 折尾中央団地郵便局

### 商業施設
- MrMax本城店

### 公営住宅
- 県住宅供給公社本城中央団地

### 寺社
- 八剱神社
- 浄土真宗本願寺派浄円寺

### 公園
- 猪戸公園
- 本城一丁目公園
- 本城二丁目桜坂公園
- 本城三丁目北公園
- 本城三丁目東公園
- 本城5丁目公園
- 松ヶ鼻公園

### その他
- デンソー九州本社・北九州工場